# Maureen O'Sullivan
Pour les articles homonymes, voir O'Sullivan.
Ne doit pas être confondu avec Maureen O'Hara.

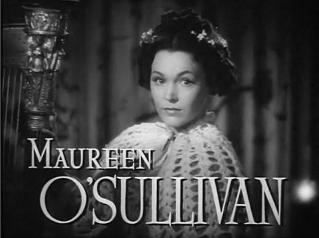
Dans Orgueil et Préjugés (1940).

Maureen O'Sullivan est une actrice irlandaise née le 17 mai 1911 à Boyle en Irlande, morte à 87 ans, le 23 juin 1998 à Scottsdale en Arizona.
Première vedette irlandaise, elle est la célèbre Jane des six premiers films de Tarzan, interprété par Johnny Weissmuller et produit par la MGM.
Elle est la mère de Mia Farrow, la grand-mère adoptive de Soon-Yi Previn et, du fait des mariages de sa fille, successivement la belle-mère de Frank Sinatra et du pianiste, chef d'orchestre et compositeur d'origine allemande André Prévin.

## Biographie

### Enfance
Maureen Paula O'Sullivan est née à Boyle, dans le comté de Roscommon, en Irlande. Elle est la fille de Charles Joseph O'Sullivan et de Mary Lovatt (née Fraser). Son père était officier au sein des Connaught Rangers, qui combattirent dans la Première Guerre mondiale. Elle est l'élève d'une école religieuse de Dublin, puis du Convent of the Sacred Heart à Roehampton, dans la banlieue de Londres (à présent la Woldingham School). L'une de ses camarades de classe est Vivien Leigh. Après un passage dans une école de bonnes manières en France, O'Sullivan retourne à Dublin et commence à travailler auprès des pauvres.

### Carrière
Maureen O'Sullivan demeure célèbre pour son interprétation de Jane Porter la compagne de Tarzan (la sixième à l'écran et « première parlante »), au côté de Johnny Weissmüller dans le rôle-titre, durant six films, de 1932 à 1942 .

### Mariages et fin de carrière
Maureen O'Sullivan a été l'épouse du scénariste et metteur en scène John Farrow, du 12 septembre 1936 au 28 janvier 1963, à sa mort. Après un veuvage de vingt ans, elle se marie avec James Cushing le 22 août 1983. Ils resteront unis jusqu'à la mort de l'actrice.
Elle eut sept enfants avec Farrow : Michael Damien, Patrick Joseph, Maria de Lourdes (Mia), John Charles, Stephanie, Prudence et Theresa Magdalena dite « Tisa ».

### Mort et postérité
Maureen O'Sullivan meurt à Scottsdale, Arizona à l'âge de 87 ans, de complications d'une opération du cœur. Elle est enterrée dans le cimetière Most Holy Redeemer à Niskayuna, New York, ville de son premier mari.
Elle a une étoile sur le Hollywood Walk of Fame au 6541 Hollywood Boulevard.

## Filmographie

### Au cinéma
- 1930 :  So This Is London de John G. Blystone : Elinor Worthing
- 1930 : La Chanson de mon cœur (Song o' My Heart) de Frank Borzage : Eileen
- 1930 : L'Amour en l'an 2 000 (Just Imagine) de David Butler : LN-18
- 1930 :  The Princess and the Plumber d'Alexander Korda : la princesse Louise
- 1931 : Le Fils de l'oncle Sam chez nos aïeux (A Connecticut Yankee), de David Butler : Alisande/La femme dans la maison
- 1931 : Skyline de Sam Taylor : Kathleen Kearny
- 1931 : The Big Shot de Ralph Murphy : Doris Thompson
- 1932 : Tarzan, l'homme singe (Tarzan the ape man) de W.S. Van Dyke : Jane Parker
- 1932 : The Silver Lining d'Alan Crosland : Joyce Moore
- 1932 : Fast Companions (en) de Kurt Neumann : Sally
- 1932 : Skyscraper Souls d'Edgar Selwyn : Lynn Harding
- 1932 : Payment Deferred de Lothar Mendes : Winnie Marble
- 1932 : Strange Interlude de Robert Z. Leonard : Madeline Arnold
- 1932 : Okay, America! de Tay Garnett : Sheila Barton
- 1932 : Robber's Roost (en) de Louis King : Helen Herrick
- 1933 : Cohen et Kelly bootleggers (en) (The Cohens and Kellys in Trouble) de George Stevens : Molly Kelly
- 1933 : Tugboat Annie de Mervyn LeRoy : Pat Severn
- 1933 : Danseuse étoile (Stage Mother) de Charles Brabin : Shirley Lorraine
- 1934 : Tarzan et sa compagne (Tarzan and his mate) de Cedric Gibbons et Jack Conway : Jane Parker
- 1934 : L'Introuvable (The Thin Man) de W.S. Van Dyke : Dorothy Wynant
- 1934 : Jours heureux (Hide-Out) de W.S. Van Dyke : Pauline Miller
- 1934 : Miss Barrett (The Barretts of Wimpole Street) de Sidney Franklin : Henrietta Barrett
- 1935 : Monseigneur le détective (The Bishop Misbehaves) d'Ewald André Dupont
- 1935 : Tel père tel fils (en) (West Point of the Air) de Richard Rosson : "Skip" Carter
- 1935 : Cardinal Richelieu de Rowland V. Lee : Lénore de Brissac
- 1935 : The Flame Within d'Edmund Goulding : Linda Belton
- 1935 : L'Évadée (Woman Wanted) de George B. Seitz : Ann Gray
- 1935 : Anna Karénine (Anna Karenina) de Clarence Brown : Kitty
- 1935 : Monseigneur le détective (The Bishop Misbehaves) d'Ewald André Dupont : Hester
- 1935 : David Copperfield de George Cukor : Dora
- 1936 : The Voice of Bugle Ann de Richard Thorpe : Camden Terry
- 1936 : Les Poupées du diable (The Devil-Doll) de Tod Browning : Lorraine Lavond
- 1936 : Tarzan s'évade (Tarzan Escapes) de Richard Thorpe : Jane Parker
- 1937 : Un jour aux courses (A Day at the Races) de Sam Wood : Judy Standish
- 1937 : My Dear Miss Aldrich de George B. Seitz : Martha Aldrich
- 1937 : Le Secret des chandeliers (The Emperor's Candlesticks) de George Fitzmaurice : Maria Orlich
- 1937 : Une femme jalouse (Between Two Women) de George B. Seitz : Claire Donahue
- 1938 : Port of Seven Seas de James Whale : Madelon
- 1938 : Vive les étudiants (A Yank at Oxford) de Jack Conway : Molly Beaumont
- 1938 : Hold That Kiss d'Edwin L. Marin : June Evans
- 1938 : La Foule en délire (The Crowd Roars) de Richard Thorpe : Sheila Carson
- 1938 : Cinq Jeunes Filles endiablées (Spring Madness) de S. Sylvan Simon : Alexandra Benson
- 1939 : Laissez-nous vivre (Let Us Live!) de John Brahm : Mary Roberts
- 1939 : Tarzan trouve un fils (Tarzan finds a son !) de Richard Thorpe : Jane Parker
- 1940 : Sporting Blood de S. Sylvan Simon : Linda Lockwood
- 1940 : Orgueil et Préjugés (Pride and Prejudice) de Robert Z. Leonard : Jane Bennet
- 1941 : Maisie Was a Lady d'Edwin L. Marin : Abby Rawlston
- 1941 : Le Trésor de Tarzan (Tarzan's Secret Treasure) de Richard Thorpe : Jane Parker
- 1942 : Les Aventures de Tarzan à New York (Tarzan's New York Adventure) de Richard Thorpe : Jane Parker
- 1948 : La Grande Horloge (The Big Clock) de John Farrow : Georgette Stroud
- 1950 : Voyage sans retour (Where Danger Lives) de John Farrow : Julie Dawn
- 1951 : No Resting Place (en) de Paul Rotha : Nan Kyle
- 1952 : Bonzo goes to college (en) de Frederick de Cordova : Marion Gateson Drew
- 1952 : Ellis in Freedomland d'Abby Berlin : le lave-vaisselle (voix)
- 1953 : Désir de femme de Douglas Sirk : Sara Harper
- 1953 : Mission Over Korea (en) de Fred F. Sears : Nancy Slocum
- 1954 : Duffy of San Quentin (en) de Walter Doniger : Gladys Duffy
- 1954 : The Steel Cage de Walter Doniger : Gladys Duffy
- 1957 : L'Homme de l'Arizona (The Tall T) de Budd Boetticher : Doretta Mims
- 1958 : Sur la piste de la mort (en) (Wild Heritage) de Charles F. Haas : Emma Breslin
- 1965 : Never Too Late (en) de Bud Yorkin : Edith Lambert
- 1985 : Too Scared to Scream (en) de Tony Lo Bianco : Inez Hardwick
- 1986 : Hannah et ses sœurs (Hannah and her sisters) de Woody Allen : Norma
- 1986 : Peggy Sue s'est mariée (Peggy Sue got married) de Francis Ford Coppola : Elizabeth Alvorg
- 1987 : Les Passagers de l'angoisse (Stranded) de Fleming B. Fuller : Grace Clark
- 1988 : Good Old Boy: A Delta Boyhood de Tom G. Robertson : Tante Sue

### A la télévision
- 1953 : The Ford Television Theatre (anthologie), saison 4, épisode 14 "They Also Serve" : Sheila MacNab
- 1953 : Schlitz Playhouse of Stars (anthologie), saison 2, épisode 29 "Parents' Week-End"
- 1953 : The Ford Television Theatre (anthologie), saison 4, épisode 37 "The Trestle" : Edith
- 1953 : Lux Video Theatre (en) (anthologie), saison 3, épisode 53 "Message in a Bottle" : Agnes Fisher
- 1953 : Four Star Playhouse (anthologie), saison 2, épisode 14 "The Gift" : Minna Baxter
- 1954 : The Ford Television Theatre (anthologie), saison 3, épisode 1 "Daughter of Mine" : Lindsey Brown
- 1954 : Lux Video Theatre (en) (anthologie), saison 5, épisode 10 "September Tide" : Stella
- 1955 : Climax! (anthologie), saison 1, épisode 18 "The Great Impersonation" : Lady Dominey
- 1965 : Ben Casey (série télévisée) de James Moser, saison 4, épisode 14 "A Boy Is Standing Outside the Door" : Irene Crain
- 1972 : Cœur solitaire numéro 555 (The Crooked Hearts) (téléfilm) de Jay Sandrich : Lillian Stanton
- 1976 : Houdini le magicien (The Great Houdini) (téléfilm) de Melville Shavelson : Lady Conan Doyle
- 1982 : Morning's at Seven (téléfilm) de Vivian Matalon : Esther Crampton
- 1983 : La Force du destin (All My Children) (série télévisée) d'Agnes Nixon, épisode 3454 : Olive Whelan
- 1984 : Haine et Passion (Guiding Light) (série télévisée) d'Irna Phillips et Emmons Carlson : Miss Emma Witherspoon (7 épisodes)
- 1985 : C'est déjà demain (Search for Tomorrow) (série télévisée) de Roy Winsor : Elaine Descot (4 épisodes)
- 1987 : Détective de choc (Leg Work) (série télévisée) de Frank Abatemarco, saison unique, épisode 5 "All this and a Gold Card Too" : Dorothy Richardson
- 1991 : Gabriel Bird, profession enquêteur (Gabriel's Fire, Pros and Cons) (série télévisée) de Donald R. Boyle, Coleman Luck et Jacqueline Zambrano, saison 2, épisode 8 "Once a kid" : Mme O'Hannon
- 1992 : Sauvage préméditation (With Murder in Mind) (téléfilm) de Michael Tuchner : tante Mildred
- 1992 : The Habitation of Dragons (téléfilm) de Michael Lindsay-Hogg : Helen Taylor
- 1994 : Pour l'amour du risque: une curieuse petite ville (Hart to Hart: Home Is Where the Hart Is) (téléfilm) de Peter Roger Hunt : Eleanor Biddlecomb